# Academia.edu
Аcademia.edu je društvena mreža namenjena akademskim radnicima. Platforma se koristi za deljenje članaka, praćenje njihovog uticaja, ali i istraživanja drugih korisnika u željenoj oblasti. Pokrenuta je u septembru 2008. godine, a od januara 2016. ima više od 31 miliona registrovanih korisnika i preko osam miliona postavljenih tekstova. Platformu Academia.edu je osnovao Ričard Prajs, prikupivši kredit od 600 000.dolara koji je podigao kod Spark Ventures, Brenta Hobermana i drugih.

## Otvorena nauka
Academia.edu promoviše otvorenu nauku i otvoreni pristup, a posebno se fokusira na distribuciju istraživanja i na vršnjačko recenziranje koja se realizuje paralalelno sa distribucijom, a ne pre nje. U tom smislu, kompanija nije radila u skladu sa američkim Zakonom o istraživačkim naučnim radovima (Research Works Acts) iz 2011. godine (koji sada više nije na snazi), a koji je trebalo da onemogući otvoreni pristup radovima 12 meseci po njihovom objavljivanju.
Međutim, Academia.edu nije repozitorij otvorenog pristupa jer se ne posluje u skladu sa takozvanim zelenim otvorenim pristupom, pa Peter Suber i ostali eksperti preporučuju istraživačima da koriste repozitorijume koji su specifični za određena polja istraživanja ili opšte repozitorijume kao što je Zenodo.

## Prihvaćenost
TechCrunch, portal koji se bavi tehnološkom industrijom, istakao je da Academia.edu akademskim radnicima daje "moćan i efikasan način da distribuiraju svoja istraživanja" i da "omogućava istraživačima da prate koliko ljudi čita njihove članke uz pomoć specijalizovanih alatki za analizu", ali i da "se vrlo visoko kotira u Google pretrazi”. Čini se da Academia.edu predstavlja kombinaciju normi društvenog umrežavanja i normi koje postoje u akademskim krugovima . U leto 2015. godine je ukinut deo platforme namenjen pisanju blogova.
Mendeley-Elsevier je poslao na hiljade naloga za skidanje članaka sa platforme koji su originalno publikovani za tu izdavačku kuću, ali je broj takvih zahteva vremenom opao, sudeći po rečima osnivača i izvršnog direktora platforme Academia.edu Ričarda Prajsa, zbog mnogobrojnih žalbi akademskih radnika.

## Ime domena
Academia.edu nije univerzitet niti visokoškolska institucija i shodno standardima ne bi trebalo da ima ekstenziju .edu. Međutim, naziv domena Academia.edu je registrovan još 1999. godine, pre regulative koja nalaže da samo akreditovane, visokoobrazovne institucije mogu da imaju ekstenziju .edu. Svi .edu domeni koji su otvoreni pre 2001. godine su dobili pravo da zadrže svoje nazive, čak i ako iza njih ne stoje akreditovane visokoobrazovne institucije.
To što Academia.edu koristi taj domen kritikovala je Amerikanka Ketlin Ficpatrik, direktorka sektora za akademsku komunikaciju u Udruženju modernih jezika, i rekla da je upotreba ekstenzije .edu od strane Academia.edu "izuzetno problematična" jer ime domena može korisnike dovesti u zabludu da je reč o sajtu koji je deo akreditovane obrazovne institucije, a ne kompanije koja radi za profit.

## Finansijska istorija
U novembru 2011, Academia.edu je prikupila sredstva u iznosu od 4,5 miliona dolara od Spark Capital i True Ventures, a pre toga je prikupila 2,2 miliona dolara od Spark Ventures i niza investitora “anđela”, uključujući i Marka Šatlvorta, Tomasa Lermana i Ruperta Penant-Reja. U septembru 2013. godine, kompanija je skupila 11,1 miliona od Khosla Ventures, True Ventures, Spark Ventures, Spark Capital i Rupert Pennant-Rea Firma je ovako, putem ustupanja deonica, došla do ukupno 17,7 miliona dolara.

## Literatura
- Cutler, Kim-Mai. "Academia.Edu Overhauls Profiles As The Onus Falls On Researchers To Manage Their Personal Brands". Techcrunch. Приступљено 2012-10-19.
- Academia.edu: "About", retrieved 11 December 2014
- "Academia.edu | CrunchBase Profile". Crunchbase.com. Приступљено 2012-02-22.
- Richard Price (2012-02-05). "The Future of Peer Review". TechCrunch. Приступљено 2012-02-22.
- Richard Price (2012-02-15). "The Dangerous "Research Works Act"". TechCrunch. Приступљено 2012-02-22.
- Thelwall, Mike; Kousha, Kayvan (2014). „ResearchGate: Disseminating, communicating and measuring scholarship?”. Journal of the Association for Information Science and Technology. 65 (4): 721—731..

## Spoljašnje veze
- Zvanični veb sajt